# Gerhard Boe
Gerhard Boe (* 21. April 1935) ist ein ehemaliger deutscher Fußballschiedsrichter. Sein Heimverein war der MTV Gerdau. Boe absolvierte 4 Spiele in der 1. Fußballbundesliga und 17 in der 2. Liga. 